# واندرر دبلیو۲۴
واندرر دبلیو۲۴ (Wanderer W۲۴) خودرویی است که در سال‌های ۱۹۳۷ تا ۱۹۴۰در زویکاو و آلمان تولید شده‌است. طول آن در حالت طبیعی ۴٬۳۰۰ میلیمتر (۱۷۰ اینچ) و عرض آن در حالت طبیعی ۱٬۶۱۵ میلیمتر (۶۳٫۶ اینچ) و ارتفاع آن در حالت طبیعی ۱٬۶۵۰ میلیمتر (۶۵ اینچ) است. سیستم جعبه‌دندهٔ آن ۴ دنده به صورت دستی است.